# Elachistocleis
Genre
Synonymes
- Relictivomer Carvalho, 1954

Elachistocleis est un genre d'amphibiens de la famille des Microhylidae.

## Répartition
Les 18 espèces de ce genre se rencontrent en Amérique du Sud.

## Liste des espèces
Selon Amphibian Species of the World (2 avril 2020) :
- Elachistocleis bicolor (Guérin-Méneville, 1838)
- Elachistocleis bumbameuboi Caramaschi, 2010
- Elachistocleis carvalhoi Caramaschi, 2010
- Elachistocleis cesarii (Miranda-Ribeiro, 1920)
- Elachistocleis corumbaensis Piva, Caramaschi, and Albuquerque, 2017
- Elachistocleis erythrogaster Kwet & Di-Bernardo, 1998
- Elachistocleis haroi Pereyra, Akmentins, Laufer & Vaira, 2013
- Elachistocleis helianneae Caramaschi, 2010
- Elachistocleis magnus Toledo, 2010
- Elachistocleis matogrosso Caramaschi, 2010
- Elachistocleis muiraquitan Nunes-de-Almeida & Toledo, 2012
- Elachistocleis ovalis (Schneider, 1799)
- Elachistocleis panamensis (Dunn, Trapido & Evans, 1948)
- Elachistocleis pearsei (Ruthven, 1914)
- Elachistocleis piauiensis Caramaschi & Jim, 1983
- Elachistocleis skotogaster Lavilla, Vaira & Ferrari, 2003
- Elachistocleis surinamensis (Daudin, 1802)
- Elachistocleis surumu Caramaschi, 2010

## Publications originales
- Carvalho, 1954 : A preliminary synopsis of the genera of American microhylid frogs. Occasional papers of the Museum of Zoology, University of Michigan, vol. 555, p. 1-19 (texte intégral).
- Parker, 1927 : The Brevicipitid Frogs Allied to the Genus Gastrophryne. Occasional papers of the Museum of Zoology, University of Michigan, vol. 187, p. 1-6 (texte intégral).